# (36178) 1999 SP16
1999 أس بي 16 (ويعرف أيضًا باسم (36178) 1999 أس بي 16 وفق تسمية الكوكب الصغير) (بالإنجليزية: 1999 SP16)‏ هو كويكب ضمن حزام الكويكبات؛ وترتيبه 36178 من حيث الاكتشاف.
اكتُشف هذا الجُرم الفلكي بواسطة ماسح السماء كاتالينا في 29 سبتمبر 1999.

## وصلات خارجية
- (36178) 1999 SP16 في قاعدة بيانات مختبر الدفع النفاث لأجرام النظام الشمسي الصغيرة

- الاكتشاف · مخطط المدار ·  العناصر المدارية · المعلمات المادية

- (36178) 1999 SP16 على موقع ويكي سكاي: DSS2, SDSS, GALEX, IRAS, Hydrogen α, X-Ray, Astrophoto, Sky Map, Articles and images